# Universitat Rovira i Virgili
La Universitat Rovira i Virgili (URV) és una institució pública d'ensenyament superior amb centres a Tarragona, Reus, Vila-seca, Tortosa, el Vendrell i Vilafranca del Penedès i que té com a objectius prioritaris la docència, la recerca i la transferència del coneixement.
La Universitat Rovira i Virgili compta amb 12 facultats i escoles, en les quals 1.500 membres del Personal Docent i Investigador (PDI) hi fan recerca i imparteixen ensenyaments de qualitat a més de 13.000 estudiants universitaris de grau, de màster i de doctorat. S'ofereixen prop de 120 cursos de grau i màster de totes les àrees de coneixement: ciències, ciències de la salut, ciències jurídiques i socials, enginyeria i arquitectura, lletres i humanitats.
La URV és una de les principals universitats de Catalunya, i alhora una de les principals universitats europees per la qualitat de la seva docència, el seu compromís amb la formació permanent i l'excel·lència en recerca, desenvolupament i innovació i amb la seva relació i vinculació amb el seu entorn i amb el teixit socioeconòmic del territori. Aquesta visió global no oblida, però, la seva visió internacional. Forma part de diferents associacions i xarxes i, des del 2019, és membre de l'aliança d'universitats europees Aurora, un multicampus de nou països que promou la Comissió Europea per millorar la qualitat de l'educació superior.
Va estat distingida com Campus d'Excel·lència Internacional Catalunya Sud (CEICS) pel Ministeri d'Educació, la qual cosa suposa la consolidació de l'agregació estratègica de les diferents entitats i estructures de docència, recerca, transferència de coneixement i el sector productiu del sud de Catalunya amb l'objectiu d'esdevenir un referent internacional en els àmbits estratègics.
Des del 2013 disposa d'una Unitat de Comunicació de la Ciència i de la Innovació (UCC+i) -anomenada ComCiència per comunicar, difondre i divulgar la investigació científica que genera la Universitat amb la finalitat de millorar i incrementar la formació, la cultura i els coneixements científics dels ciutadans.
El 3 de juny de 2022 es van celebrar eleccions a rector de la universitat, que va guanyar el doctor Josep Pallarès Marzal amb el 57,7% dels vots.

## Història[calcitació]
L'activitat universitària a les comarques tarragonines començà al segle xvi, quan l'any 1572 el cardenal Gaspar Cervantes de Gaeta constituí una universitat amb ensenyaments de Gramàtica, Arts i Teologia. Les represàlies de Felip V de Castella després de la Guerra de Successió feren pràcticament desaparèixer la Universitas Tarraconensis.
La represa dels estudis universitaris a les comarques tarragonines no s'ha produït fins a la segona meitat del segle xx, seguint tres línies diferents que convergiran en la Universitat Rovira i Virgili: La Universitat Laboral, creada pel Ministeri de Treball el 1956, va impartir estudis de peritatge industrial a partir del curs acadèmic 1961-62 amb les especialitats de mecànica, electricitat i química, depenent de l'Escola de Peritatge Industrial de Terrassa. Posteriorment, el 1972 s'elimina el títol de peritatge i se substitueix pel d'enginyeria tècnica; el centre deixa de dependre de Terrassa i d'oferir les especialitats de mecànica i química.
El 1973 l'ara anomenada Escola Universitària d'Enginyeria Tècnica Industrial s'adscriu a la Universitat Politècnica de Catalunya. La Universitat de Barcelona creà el 1971 unes delegacions de les facultats de Filosofia i Lletres i de Ciències a la ciutat de Tarragona. Des d'un començament s'intentà que el rang universitari d'aquests nous estudis arribés tan amunt com fos possible. Ja el 1972 es demanà la conversió en col·legi universitari per tal d'aconseguir ensenyaments complets de primer cicle. El 1977 comencen els estudis de Medicina a Reus i el 1983 el Congrés dels Diputats creà les facultats de Filosofia i Lletres i Ciències Químiques de Tarragona.
L'any 1991 el Parlament de Catalunya crea la Universitat Rovira i Virgili, a partir dels centres universitaris existents a Reus i Tarragona, dependents de la Universitat de Barcelona. D'aquesta manera es recuperava la Universitat de Tarragona del segle xvi. De llavors ençà la Universitat ha anat augmentant els estudis oferts amb la creació de nous campus, com els de Sescelades i Catalunya, a Tarragona, el de Bellissens, a Reus o el campus de les Terres de l'Ebre a Tortosa.

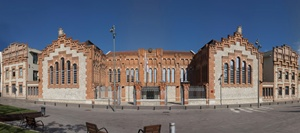
Rectorat de la Universitat Rovira i Virgili
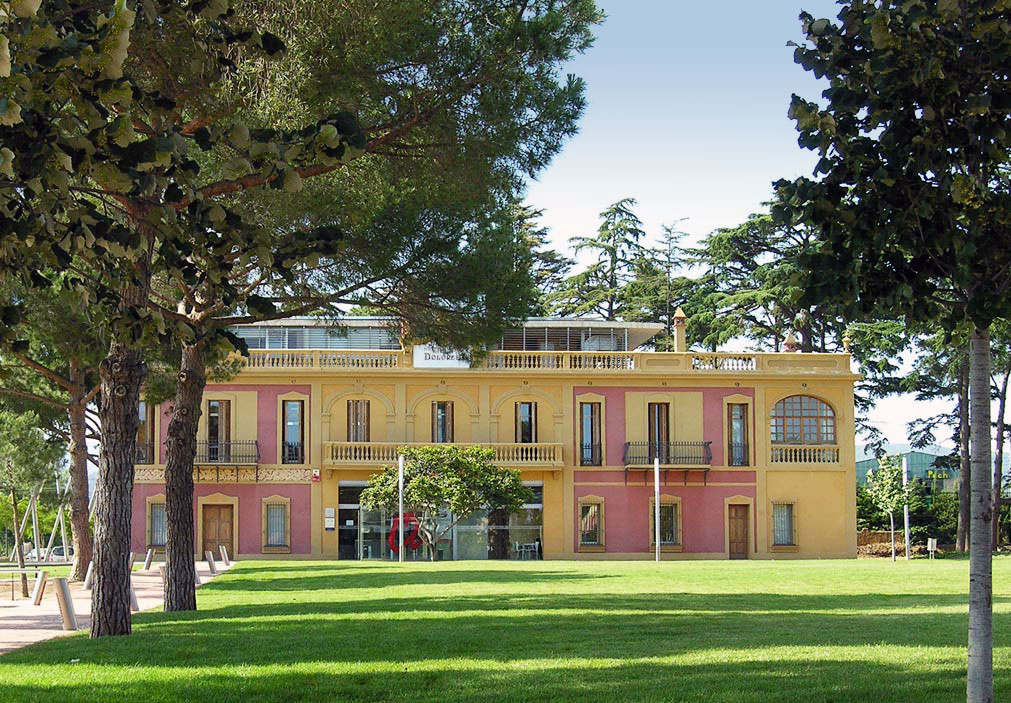
Centre de Formació Permanent. Reus
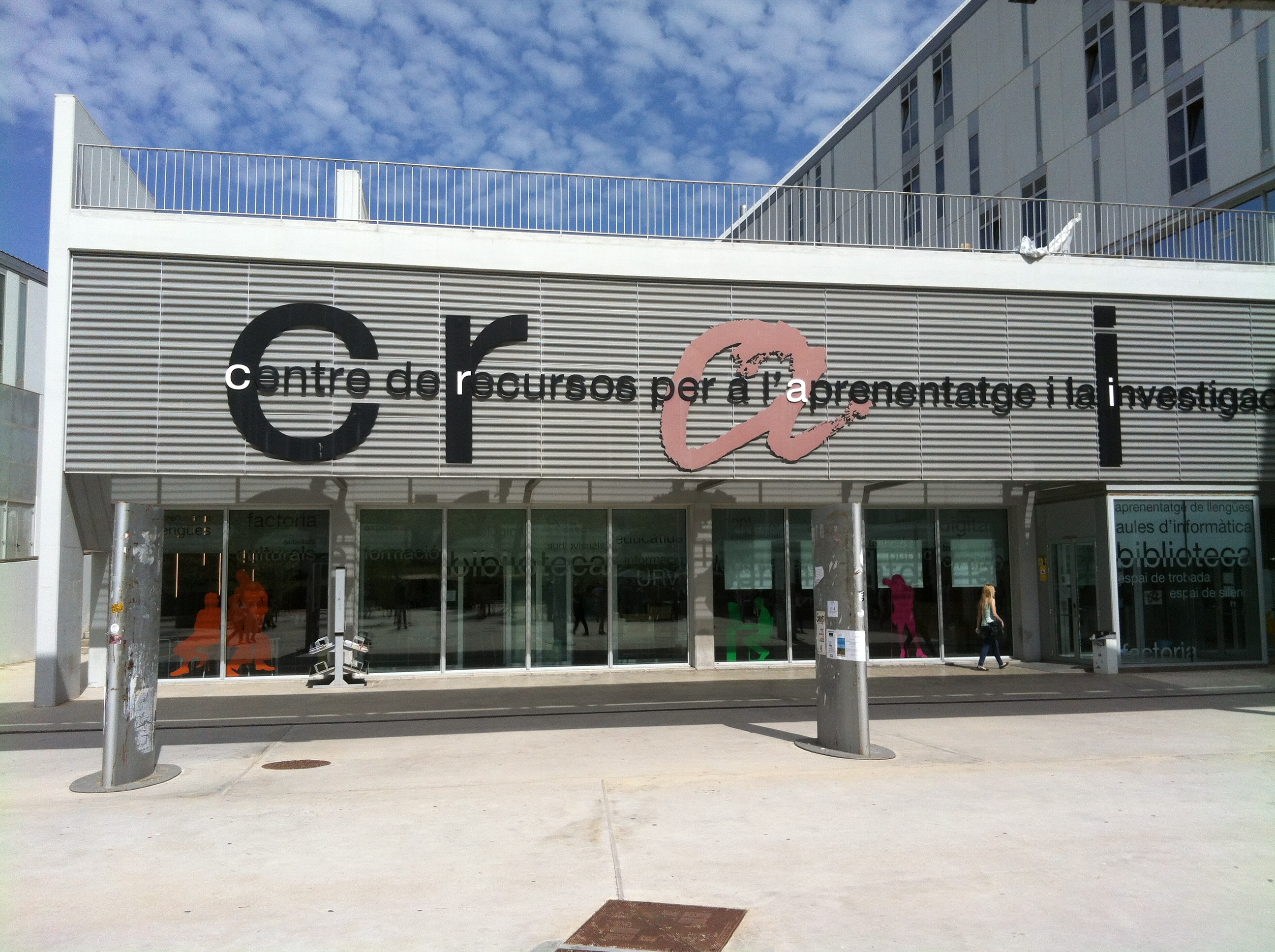
CRAI del campus Catalunya
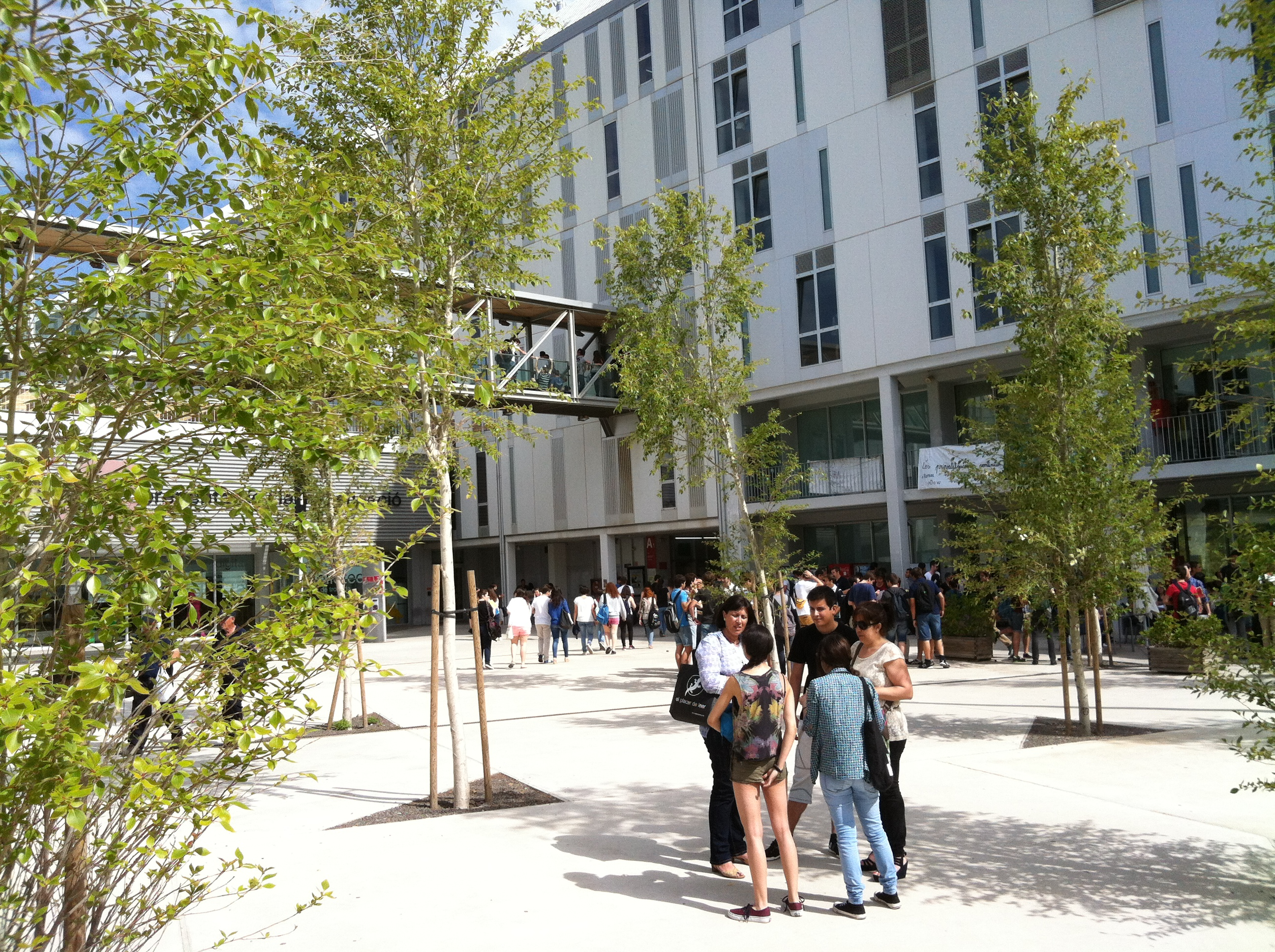
Campus Catalunya

L'any 2010 la Universitat va formalitzar la compra dels terrenys on es troba el poblat ibèric de Tivenys convertint-lo en un espai de recerca, de formació i d'investigació per als estudiants i especialistes en arqueologia.

### Rectors
- Joan Martí i Castell (1992-1998)
- Lluís Arola Ferrer (1998-2006)
- Francesc Xavier Grau Vidal (2006-2014)
- Josep Anton Ferré Vidal (2014-2018)
- María José Figueras Salvat (2018-2022)
- Josep Pallarès Marzal (2022-)[3]

## Publicacions URV
Publicacions URV és el segell editorial de les publicacions de la Universitat Rovira i Virgili. Creat el 2005 inicià la seua producció editorial el 2006. Té com a objectiu d'editar i distribuir, a través de diverses col·leccions, obres universitàries de caràcter institucional, docent, investigador i divulgatiu. Des del 2008 està implicat en la coedició dels títols d'Obrador Edèndum. Tot i ser una editorial científica de continguts multidisciplinaris, d'entre les seves publicacions cal destacar les dedicades a l'antropologia i l'etnografia (uns bons exemples en són la col·lecció dedicada a l'antropologia mèdica i la Revista Arxiu d'Etnografia de Catalunya) i el dret ambiental (amb els Quaderns de Dret Ambiental i la Revista Catalana de Dret Ambiental). També és coeditor de la col·lecció interuniversitària catalana Memoria Artium.